# Christopher van Holt
Christopher van Holt (* in Dortmund) ist ein deutsch-britischer Musikproduzent und Fotograf.

## Werdegang
Van Holts Werdegang begann 1995 mit der ersten Band X-Wave. Damals noch ziemlich unbeholfen komponierte er mit 15 Jahren seine ersten Tracks. Über die Jahre vertiefte er die Leidenschaft für Musik und Kunst und wurde letztendlich selbst zu einer Art Kunstfigur. Mit diversen Pseudonymen wie DJ Magma, Chrizzy Gee (siehe auch Interactive), Xtatica (wurde durch melanie-music-promotion, als Marke geschützt) produzierte er von da an fast durchgehend Musik. Seinen ersten Nummer-eins-Hit als Texter hatte er 1998 auf Mallorca mit der Künstlerin Kim Cline (Sonne, Palmen und Strand & Strandgeflüster).Produziert wurde der Titel von mmp Dortmund. Durch seine Kontakte über mmp Dortmund, zu Jens Lissat, Franca Morgano (Omen III) sowie diversen Schlagergrößen wie Michelle, Nicole, Frank Zander und Olaf Henning steigerte sich sein Bekanntheitsgrad. Zusammen mit Lissats Ex-Freundin Betty Bizarre stieg er 2012 auf Platz 52 der Schweizer Dance-Charts ein. Sein Track Adrenaline hielt sich vier Wochen auf Platz 1 und 2 auf Traxxsource.
Mit dem Pseudonym Eat Dis! bekam er 2013 Support von Paul van Dyk und weiteren namhaften DJs mit dem Track Suicide. Christopher van Holt ist der Einzige, der die offizielle Genehmigung hat, den Klingelton aus dem Film One Missed Call zu verwerten, den er regelmäßig neu veröffentlicht. Für VOX drehte er erst zusammen mit Betty Bizarre die Spin-off-Serie von Mieten – kaufen – wohnen, Endlich zu Hause, die er nach der ersten Sendung mit einem Model-Freund weiter drehte. Aufgrund mangelnder Zuschauerzahlen wurde die Sendung abgesetzt, die Folgen mit Van Holt werden aber bis heute noch im Frühprogramm von VOX wiederholt. Nach den ersten Fernsehauftritten folgten Sendungen wie RTL Explosive (Wenn Kleidung bei der Arbeit stört), die auch bis heute immer noch wiederholt wird, sowie eine Gastrolle in Markus – Autohändler aus dem Pott. Seither wird er von jeder Art Künstler für Fotos und Musikvideos gebucht.
In den Jahren 2011 und 2012 produzierte Christopher van Holt in Frankfurt eine Castingshow, den Luckystar, dessen Gewinn 500 € in bar, ein eigener Song inklusive Musikvideo und einem Auftritt auf dem CSD Frankfurt zur Sendezeit waren.
2009 begann Van Holt zusätzlich mit der Fotografie, die er aufgrund des Styles als Extrographie (zusammengesetzt aus extravagant und Photographie) bezeichnet. Van Holt ist heute einer der führenden Produzenten und Grafikdesigner für Pop- und Schlagerstars und tritt jährlich zum CSD zusammen mit Gay-Ikone Wanda Kay auf.
Seit 2011 besitzt Van Holt sein eigenes Label Van Holt Recordings, mit dem er jungen Künstlern die Chance geben will, „ihre eigene CD auf den Markt zu werfen“.
Sein neues Projekt 2014 Cyberbird nahm bereits am Schweizer Vorentscheid für den Eurovision Song Contest teil und wurde vom Schweizer Fernsehen und Radio 24/7 gefeaturet. Cyberbird ist eine erfundene Figur, bei der Van Holt in einem riesigen Federoutfit auf die Bühne geht und einen Song in einer Mischung aus Dance und Opernstimme präsentiert. Leider war nach der ersten Runde des ESC auch Schluss und so bewarb er sich noch für Deutschland, kam aber aufgrund der großen Konkurrenz nicht weiter.
Ende 2014 geht Cyberbird nun mit zwei weiteren Songs ("Dreammelody" und "Silence") vorbereitend für 2015 an den Start. 
2014 nahm van Holt wieder am Schweizer Vorentscheid für den Eurovision Song Contest teil. Diesmal zusammen mit Erotikmodel und Fitnesstrainerin July Diamond. Mit ihrem Song "She´s A Criminal" wollten die beiden kritisch die Entwicklung der heutigen Jugend in der Gesellschaft aufmerksam machen.
Unter den über 250 eingesandten Videos landeten die beiden Künstler zwar unter den 30 besten Videos, schafften es damit jedoch nicht mit unter die besten 9, um in die 2. Runde zu kommen.

## Zusammenarbeiten
- Franca Morgano (Magic Affair)
- Tina Charles (I Love To Love)
- Maida (Supertalent)
- Wanda Kay (Gay-Ikone Düsseldorf)
- Thomas Bäppler-Wolf aka Bäppi La Belle (Comedian Frankfurt)
- Part of the Art (Carsten Düsener, Stephan Runge und Romy Haag)
- Peter Thorwarth (Regisseur Goldene Zeiten) für dessen DVD vom Kinofilm er einen offiziellen Remix mit den Stimmen von Ralf Richter, Dirk Benedict und Wolf Roth machte.
- Jens Lissat
- Betty Bizarre
- Aziz (Gewinner Popstars Tänzerstaffel)
- J-Da (bekannt durch Film und Fernsehen, vor allem in der Türkei)
- Seyran Ismahilkanov
- Sergej Sarowny aka Star Armando (Russland)
- Lukes Club Records (Düsseldorf)
- Dirk Florin (Videoproduktion "Weisst Du was es heisst")
- Jörg Bausch (Videoproduktion "Ich will auch mal nach New York")
- Cynthia Taha (Stimme zu "Mirror Mirror")
- July Diamond (Stimme zu More and More  & She´s A Criminal)

## Produktionen (Auswahl)
- 1998: Kim Cline - Sonne - Palmen und Strand & Strandgeflüster (Nr. 1 auf Mallorca, Obermain Productions)
- 2005: Harajuku - Everlasting Love (Dance Street)
- 2005: Xtatica - One Missed Call (first edition) (ems-new-media)
- 2006: Harajuku - Let Love Rain, Together In Electric Dreams und The Flame (Dance Street)
- 2007: DJ Magma - Goldene Zeiten (ems-new-media)
- 2008: Lissat & Voltaxx – House Music (Remix) (Ministry of Sound)
- 2008: Xtatica - One Missed Call (second edition) (Dance Street)
- 2010: Van Holt - The Ultimate Groove (Album) (Lukes Club Records)
- 2011: Van Holt - Mission Impossible (accomplished)(Van Holt Recordings)
- 2011: Eat Dis! - Suicide (Lukes Club Records)
- 2011: Snow White And The Huntsman - Mirror Mirror (Van Holt Recordings)(Lukes Club Records)
- 2012: The Megamix (Album) (Van Holt Recordings)
- 2012: Van Holt feat. Xtatica - One Missed Call 2012 (Lukes Club Records)
- 2012: Van Holt - Skyfall (Tribute to Bond)(Van Holt Recordings)(MVA Star Records)
- 2012: Betty Bizarre & Van Holt - Bonny & Clyde (Platz 52 der Schweizer Charts) (Betty Beat Records)
- 2012: Wanda Kay - Ich Bin Die Diva Powermix (blm-music)
- 2012: Betty Bizarre & Van Holt - To Miami (DJ International, offizieller Track der Winter Music Conference in Miami)
- 2012: Lysanne - Best Moment (Platz 17 der Schweizer Dance Charts) (Betty Beat Records)
- 2012: Franca Morgano & Van Holt feat. (Killer)Kedi - Killer (Van Holt Recordings)
- 2013: Maida - Wanting Of You (MVA Star Records)
- 2012: Gewinner des RSC 2013 (Radio Song Contest / Jury: Ralph Siegel, Franca Morgano (Magic Affair), Stephan Runge & Jens Niederhagen) mit dem Song "On The Dancefloor"
- 2013: Luckystar - The Winnig Songs (Van Holt Recordings)
- 2013: Wanda Kay - Kein Weg Zu Weit (blm-music)
- 2013: Cyberbird - Cyber Aria (Vorentscheid ESC Schweiz und Deutschland für 2014)(Van Holt Recordings)
- 2014: Wanda Kay - Füße Kribbeln (blm-music)
- 2014: Absolute Madness (Album) (unter anderem mit exklusivem Remix von Tina Charles)(Van Holt Recordings)
- 2014: Dynasty - Dynasty (Dynasty Website)
- 2014: Bäppi and Friends 2014 (Co-Director der Show und als Mad Hatter aus Alice in Wonderland auf der Bühne)
- 2014: Van Holt feat. July Diamond - She´s A Criminal (Vorentscheid ESC Schweiz und Deutschland für 2015)[(http://esc.srf.ch/de/van-holt-feat-july-diamond)]